# Maddison Keeney
Maddison Keeney, née le 23 mai 1996 à Sydney, est une plongeuse australienne. 
Elle a remporté la médaille de bronze du tremplin à 3 m synchronisé aux Jeux olympiques d'été de 2016 à Rio de Janeiro avec Anabelle Smith.

## Palmarès

### Jeux olympiques
- Jeux olympiques 2016 à Rio de Janeiro ( Brésil) :
  -  Médaille de bronze du tremplin à 3 m synchronisé
- Jeux olympiques 2024 à Paris ( France) :
  -  Médaille d'argent du tremplin à 3 m

### Championnats du monde
- Championnats du monde 2017 à Budapest ( Hongrie) :
  -  Médaille d'or du tremplin à 1 m
- Championnats du monde 2019 à Gwangju ( Corée du Sud) :
  -  Médaille d'or du tremplin synchronisé à 3 m mixtes
  -  Médaille de bronze du tremplin à 3 m
- Championnats du monde 2022 à Budapest ( Hongrie) :
  -  Médaille de bronze du tremplin synchronisé à 3 m
- Championnats du monde 2023 à Fukuoka ( Japon) :
  -  Médaille d'argent du tremplin synchronisé à 3 m mixtes
- Championnats du monde 2024 à Doha ( Qatar) :
  -  Médaille d'or du tremplin synchronisé à 3 m mixtes
  -  Médaille d'argent du tremplin synchronisé à 3 m
  -  Médaille de bronze par équipes mixtes
- Championnats du monde 2025 à Singapour ( Singapour) :
  -  Médaille d'or du tremplin à 1 m
  -  Médaille d'argent du tremplin synchronisé à 3 m mixtes

### Jeux du Commonwealth
- Jeux du Commonwealth 2014 à Glasgow ( Écosse) :
  -  Médaille d'argent du tremplin à 1 m
  -  Médaille de bronze du tremplin synchronisé à 3 m
- Jeux du Commonwealth 2018 à Gold Coast ( Australie) :
  -  Médaille d'argent du tremplin à 3 m
- Jeux du Commonwealth 2022 à Birmingham ( Angleterre) :
  -  Médaille d'or du tremplin synchronisé à 3 m
  -  Médaille d'or du tremplin à 3 m
  -  Médaille d'argent du tremplin synchronisé à 3 m mixtes